# Боровушка (Тюменская область)
Боровушка — деревня в Коркинском сельском поселении Упоровского района Тюменской области. Расположена на правом берегу реки Тобола на автодороге Упорово-Буньково- Коркино. Состоит из одной улицы Дружбы. Расстояние до Коркино 8,5 км, районного центра села Упорово 27 км, областного центра города Тюмени 169 км.

## Историческая справка
В ревизских сказках 1858 года Боровушки нет. Впервые упоминается в метрической книге рождения Богородице-Казанской церкви села Коркино 21.01.1862 г.: 
Деревни Боровушки крестьянин Егор Семенович Бабанов и законная жена его Мария Никитична, оба православные. Родился сын Игнатий. 
 Бабанов Семен Петрович вместе с сыном Егором основали деревню Боровушка в 1862 году.
Входила в состав Поляковской волости, с 1884 — Коркинской волости, с 1919 — Боровушинского сельсовета, с 1924 -Одинского сельсовета, с 1954 -Коркинского сельсовета, с 2005 года в составе Коркинского сельского поселения.
- В 1912 году в деревне было три ветряных мельницы, 2 торговые лавки, 2 кузницы.[2]

- В 1929 году образован колхоз им. Сталина. В начале 1950-х годов вошел в состав Одинского колхоза «Путь Сталина», с 1960 году в колхоз «Буденовец». До реформирования сельского хозяйства в Боровушке работала племенная ферма КРС.[2]

- После распада колхоза ферма ликвидирована, жители деревни занимаются в личных подворьях, работают в крестьянских хозяйствах. В центре ее единственной улицы расположен магазин. Производственными площадками являются машинный двор и зерноток.[2]

- В годы Великой Отечественной войны ушли на фронт 40 человек из них 20 человек не вернулись домой.[2]

## Галерея

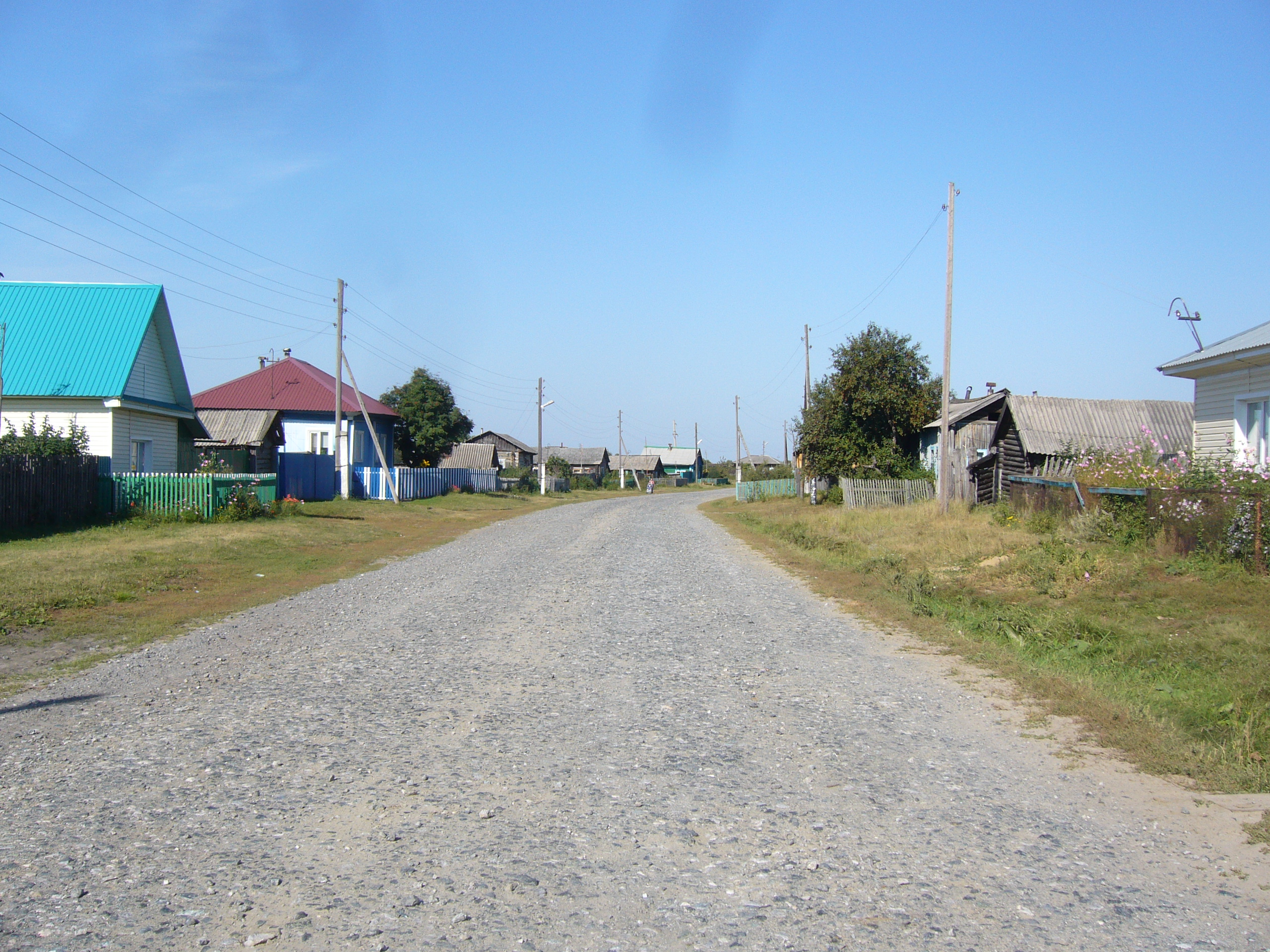
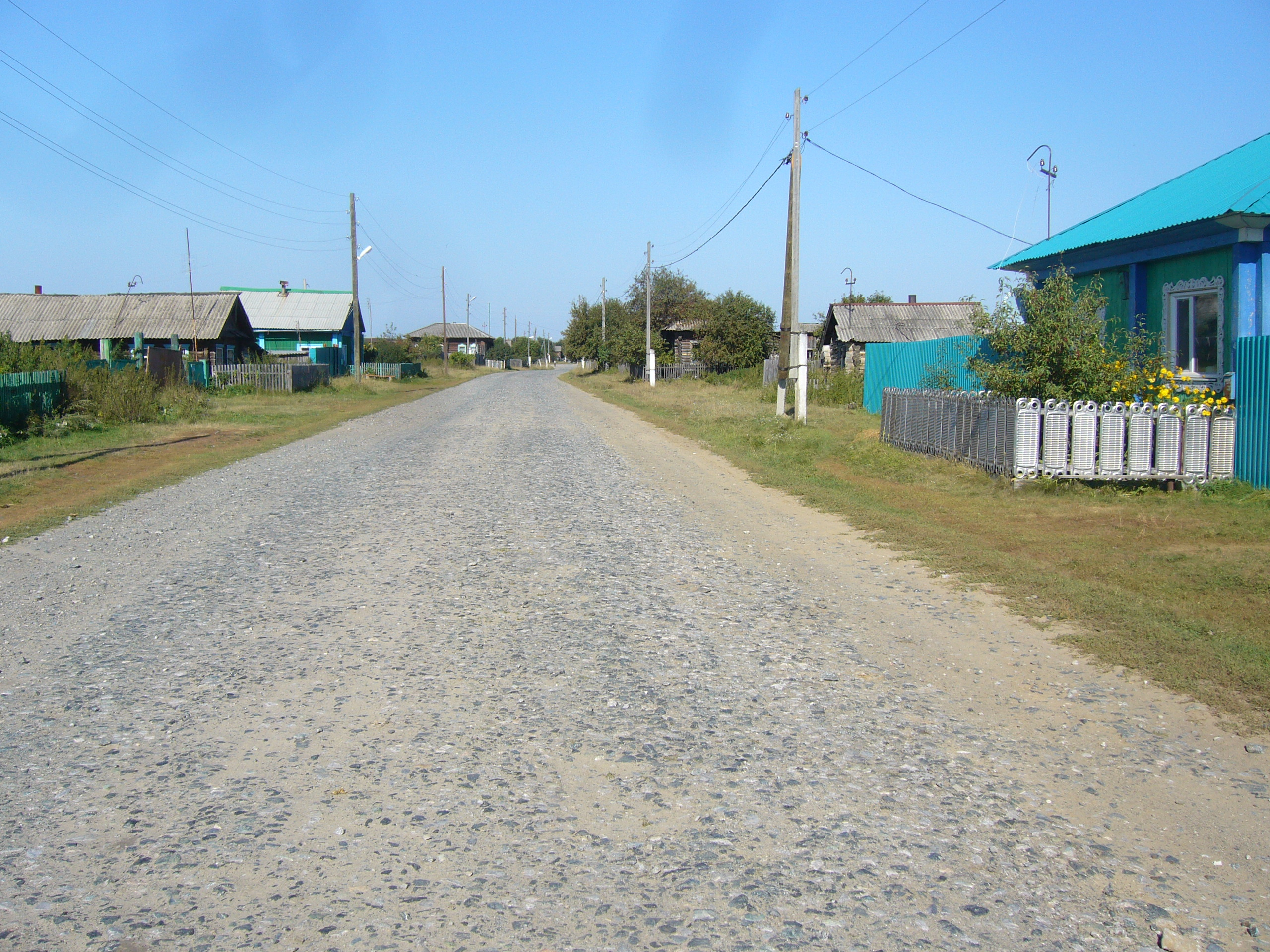
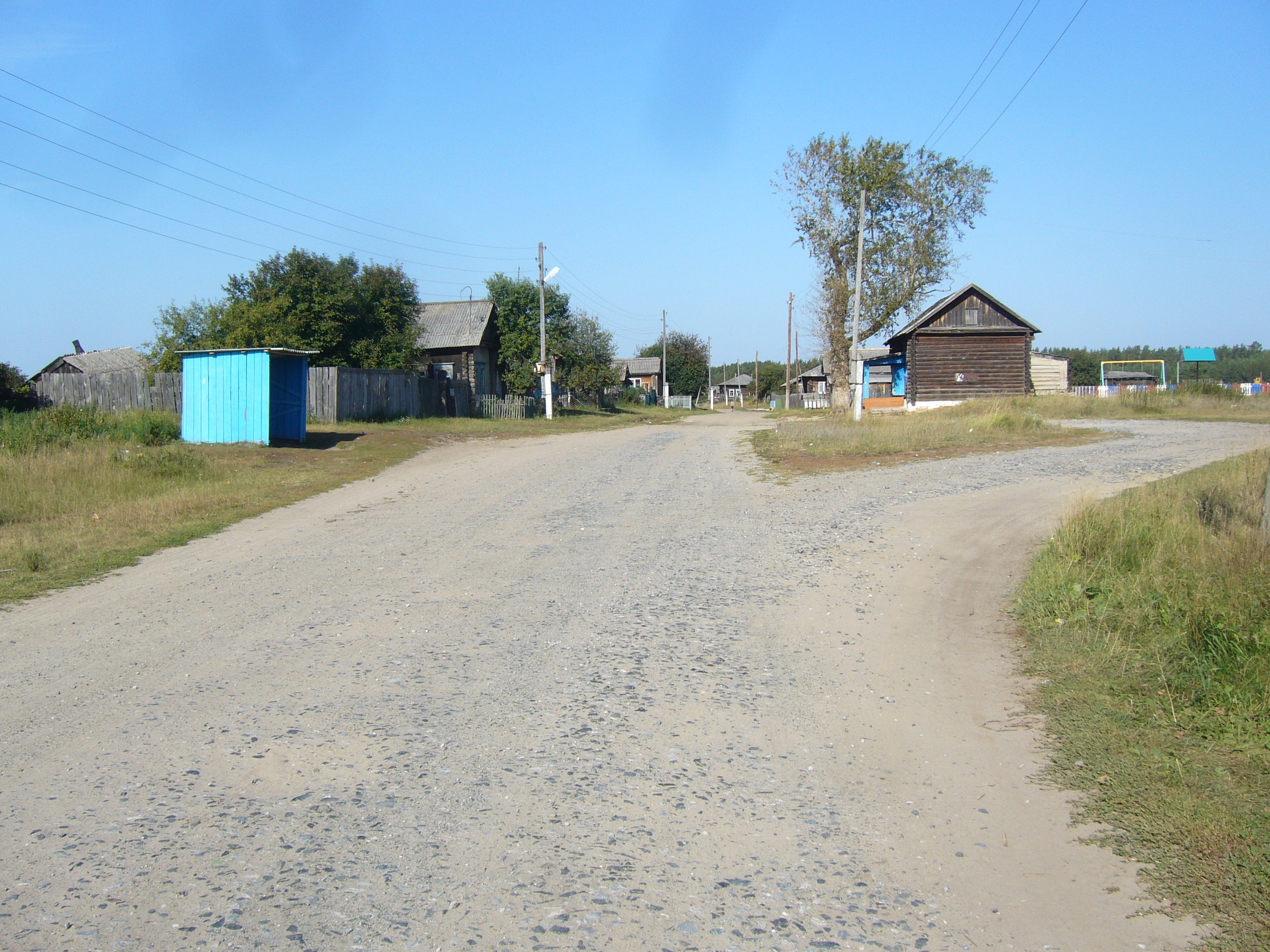
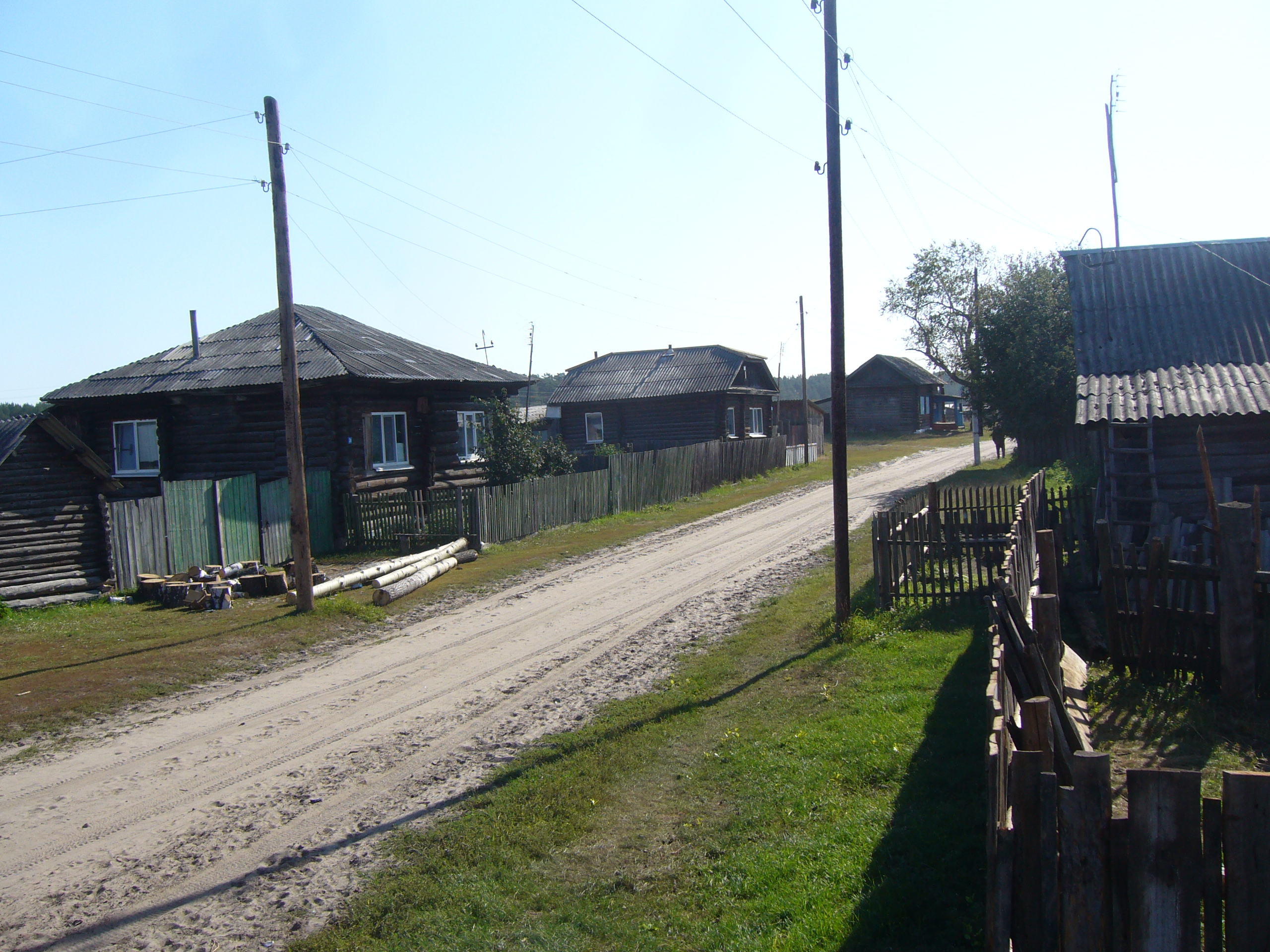
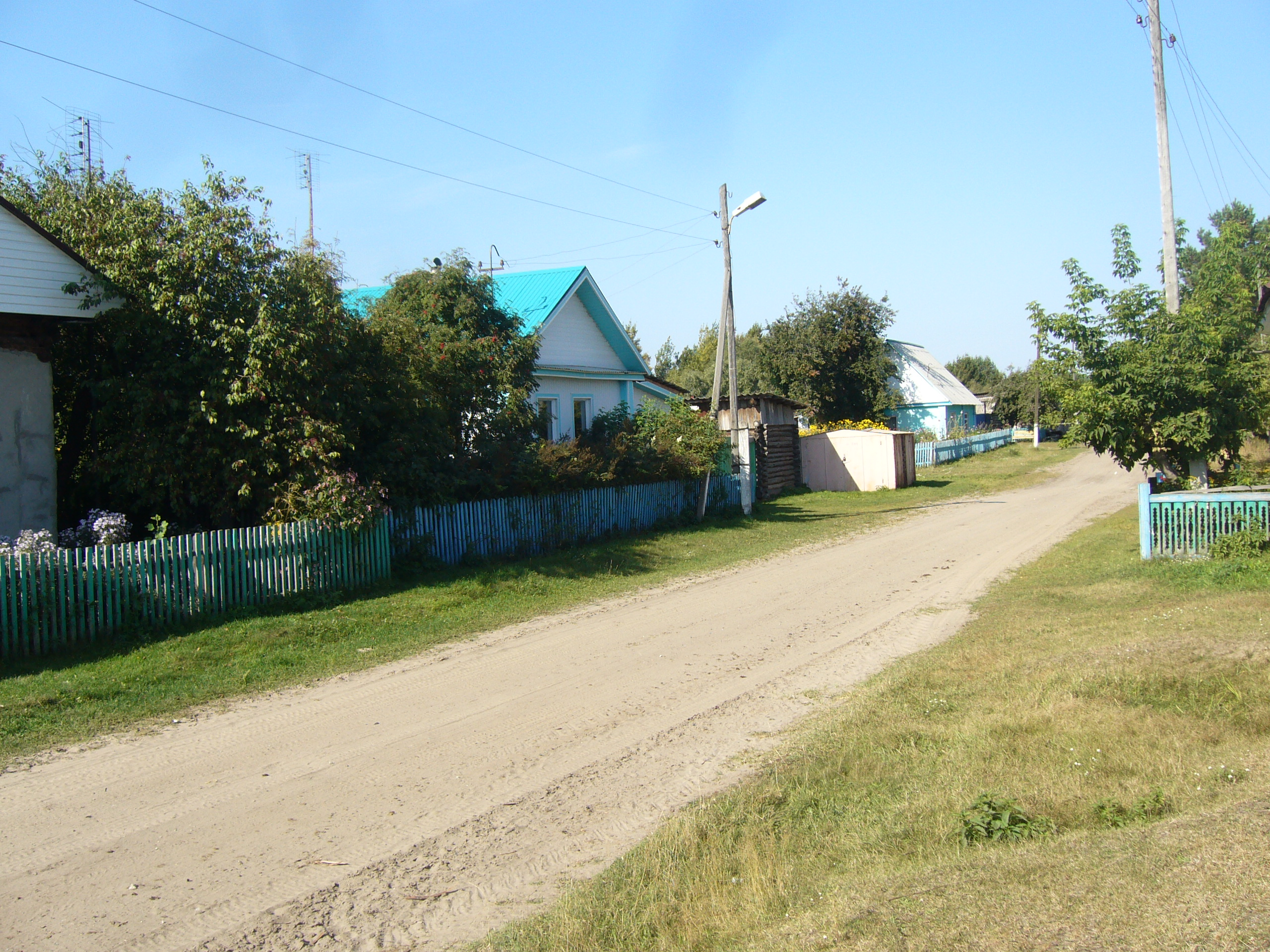
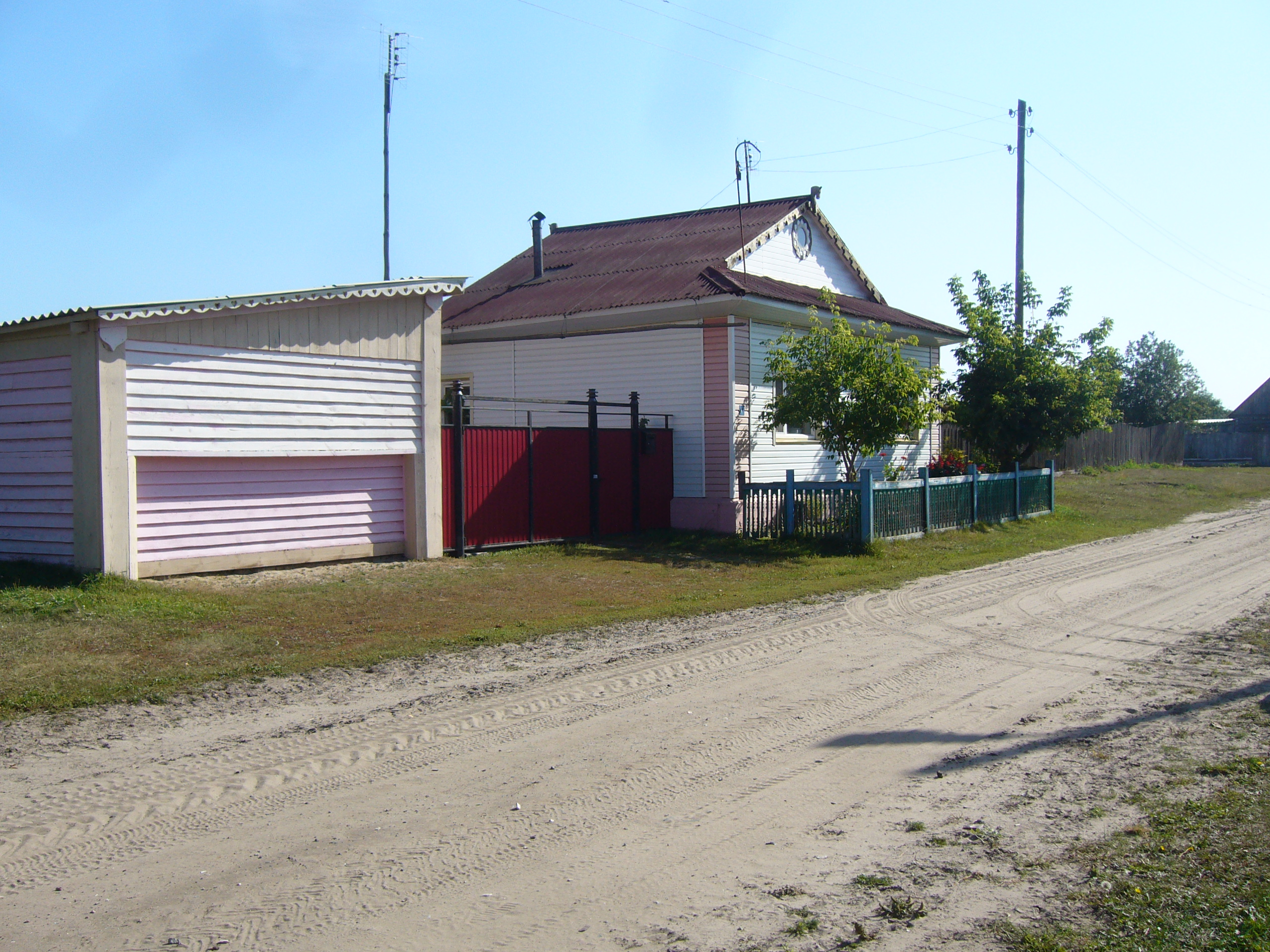

## Население
| 1868 | 1897 | 1926 | 1989 | 2002 | 2010 |
| 92   | 240  | 299  | 137  | 110  | 113  |